# 扎巴里

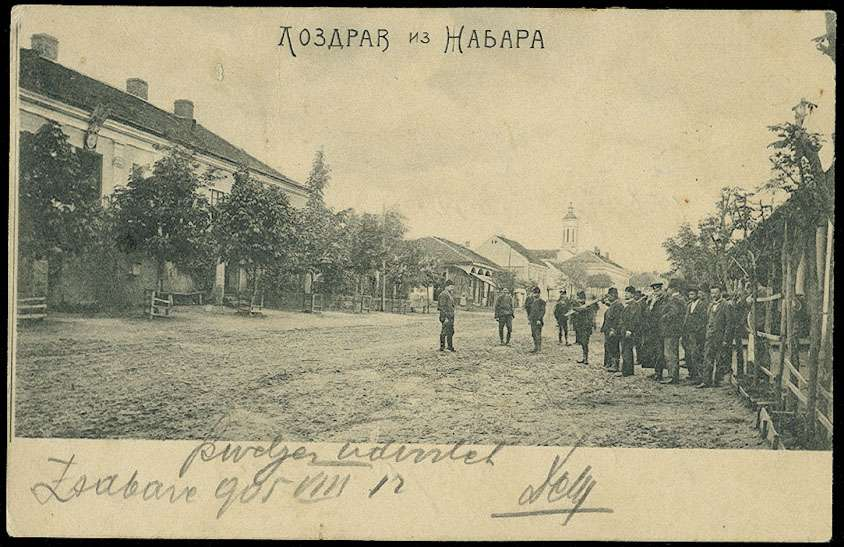

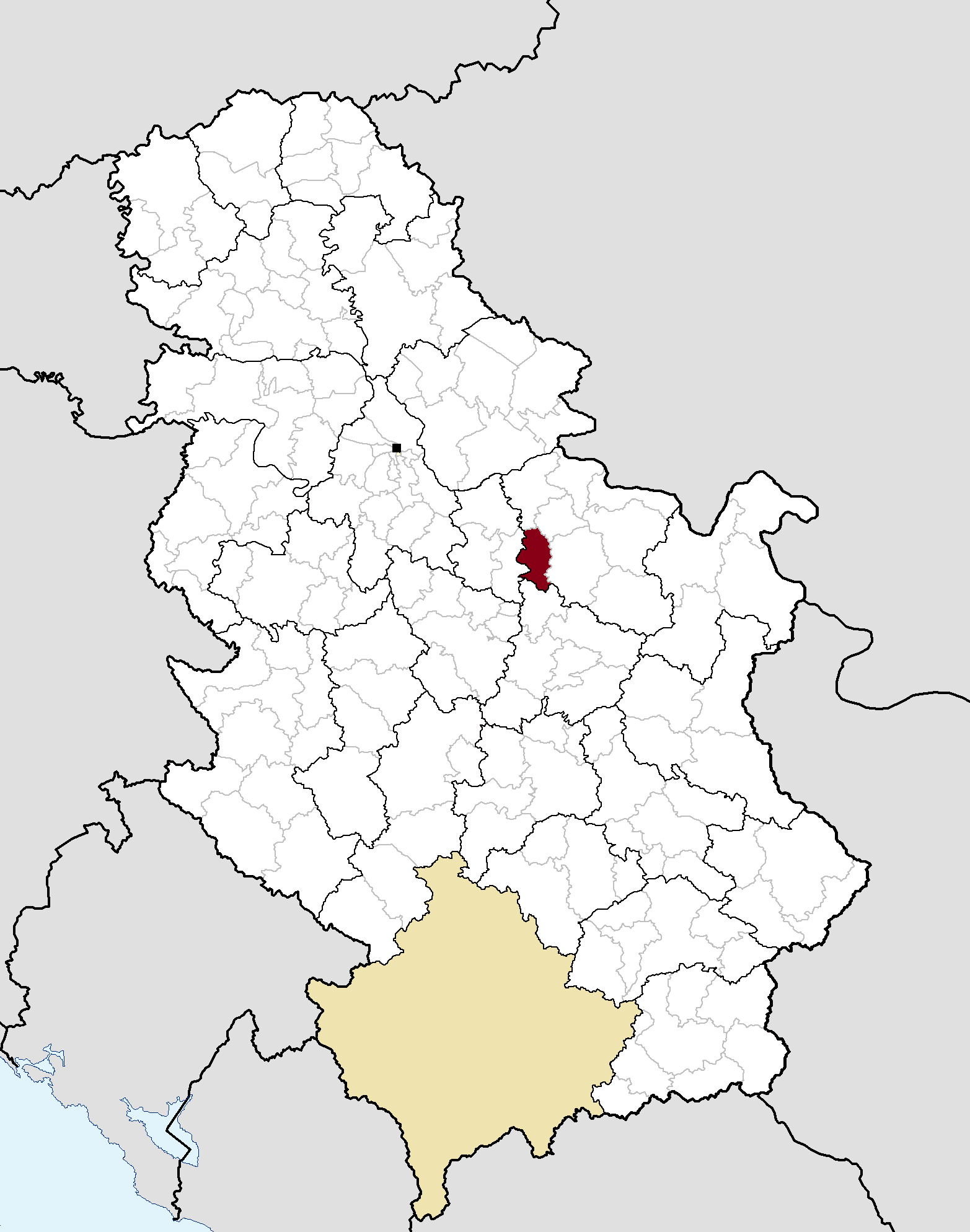

44°21.394′N 21°12.881′E / 44.356567°N 21.214683°E
扎巴里，是塞爾維亞的城鎮，位於該國東北部，由布蘭尼切夫州負責管轄，面積264平方公里，海拔高度105米，2011年人口10,969，人口密度每平方公里42人。